# Nereis lithothamnica
Nereis lithothamnica är en ringmaskart som beskrevs av Annenkova 1938. Nereis lithothamnica ingår i släktet Nereis och familjen Nereididae. Inga underarter finns listade i Catalogue of Life.